# Félix de Luxembourg
Le prince Félix de Luxembourg, né le 3 juin 1984, est un membre de la maison grand-ducale de Luxembourg et le second fils du grand-duc Henri de Luxembourg et de la grande-duchesse María Teresa. Il est quatrième dans l'ordre de succession au trône de Luxembourg.
Il a trois frères (les princes Guillaume, Louis et Sébastien) et une sœur (la princesse Alexandra).
Le prince effectue ses études primaires à l'école de Lorentzweiler, ses études secondaires à l'école privée Notre-Dame de Luxembourg, à l'American School of Luxembourg et enfin de la 4e à la terminale au collège alpin Beau Soleil, en Suisse, où il obtient son baccalauréat international. C'est là qu'il rencontre sa future épouse.
En 2003, il intègre l'Académie royale militaire de Sandhurst en Grande-Bretagne mais il doit mettre fin à sa formation à la suite d'une blessure au genou.
Très sportif, le prince Félix accorde son haut patronage au Cercle parachutiste du Luxembourg (CPL) et est le président d'honneur de la Fédération luxembourgeoise de basketball (FLB).
Le prince parle le luxembourgeois, le français, l'anglais, l'allemand et l'italien. Il était d'ailleurs inscrit dans une université pontificale, à Rome, où il a préparé un master en bioéthique.

## Mariage et descendance
Le 13 décembre 2012, le maréchalat de la Cour annonce les fiançailles de Félix de Luxembourg et de Claire Lademacher. Le mariage civil a lieu le mardi 17 septembre 2013 à Königstein im Taunus, en Allemagne et la cérémonie religieuse est célébrée le samedi 21 septembre 2013 en la basilique de Sainte-Marie-Madeleine de Saint-Maximin-la-Sainte-Baume, dans le Var.
Depuis leur mariage, le prince et la princesse se sont installés à Lorgues, dans le Var, sur le domaine viticole de Château les Crostes.
Le couple a trois enfants, portant le titre de prince de Nassau et le prédicat d'altesse royale :
- la princesse Amalia Gabriela Maria Teresa de Nassau (née le 15 juin 2014 à la maternité Grande-Duchesse Charlotte de Luxembourg, baptisée le 12 juillet à l'ermitage Saint-Ferréol de Lorgues, dans le Var)[3],[4] ;
- le prince Liam Henri Hartmut de Nassau (né le 28 novembre 2016 à la clinique générale Beaulieu à Genève, Suisse) ;
- le prince Balthazar Félix Karl de Nassau (né le 7 janvier 2024 à la maternité Grande-Duchesse Charlotte de Luxembourg)[5].

## Note
1. 1 2  « Félix de Luxembourg », sur Point de Vue, 13 avril 2017 (consulté le 11 novembre 2019)
2. ↑  Cour grand-ducale de Luxembourg.
3. ↑  « Le Luxembourg baptise la princesse Amalia à Lorgues », Var-Matin, 12-07-2014
4. ↑  Célébration du baptême de S.A.R. la Princesse Amalia, site officiel de la Cour grand-ducale de Luxembourg, 12-07-2014
5. ↑  Nicolas Fontaine, « La princesse Claire de Luxembourg donne naissance à son troisième enfant », sur Histoires Royales, 8 janvier 2024 (consulté le 8 janvier 2024).